# 日立柏サッカー場
日立柏サッカー場（ひたちかしわサッカーじょう）は、千葉県柏市日立台の日立柏総合グラウンド内にあるサッカー専用スタジアム。正式名称は日立柏総合グラウンドサッカー場（ひたちかしわそうごうグラウンドサッカーじょう）で、所在地にちなみ「日立台」（ひたちだい）の愛称で呼ばれている。柏レイソルの運営会社である株式会社日立柏レイソルが所有・管理している（Jリーグクラブのホームスタジアムの中でクラブが自ら所有するのは本スタジアムのみ）。
日本プロサッカーリーグ（Jリーグ）の柏レイソルがホームスタジアムとして使用している。
柏市に本社を置き、建設用設備器材の製造販売を行う三協フロンテアが命名権を取得し、2018年2月1日より「三協フロンテア柏スタジアム」（さんきょうフロンテアかしわスタジアム、略称「三協F柏」）の呼称を用いている（後述）。

## 概要

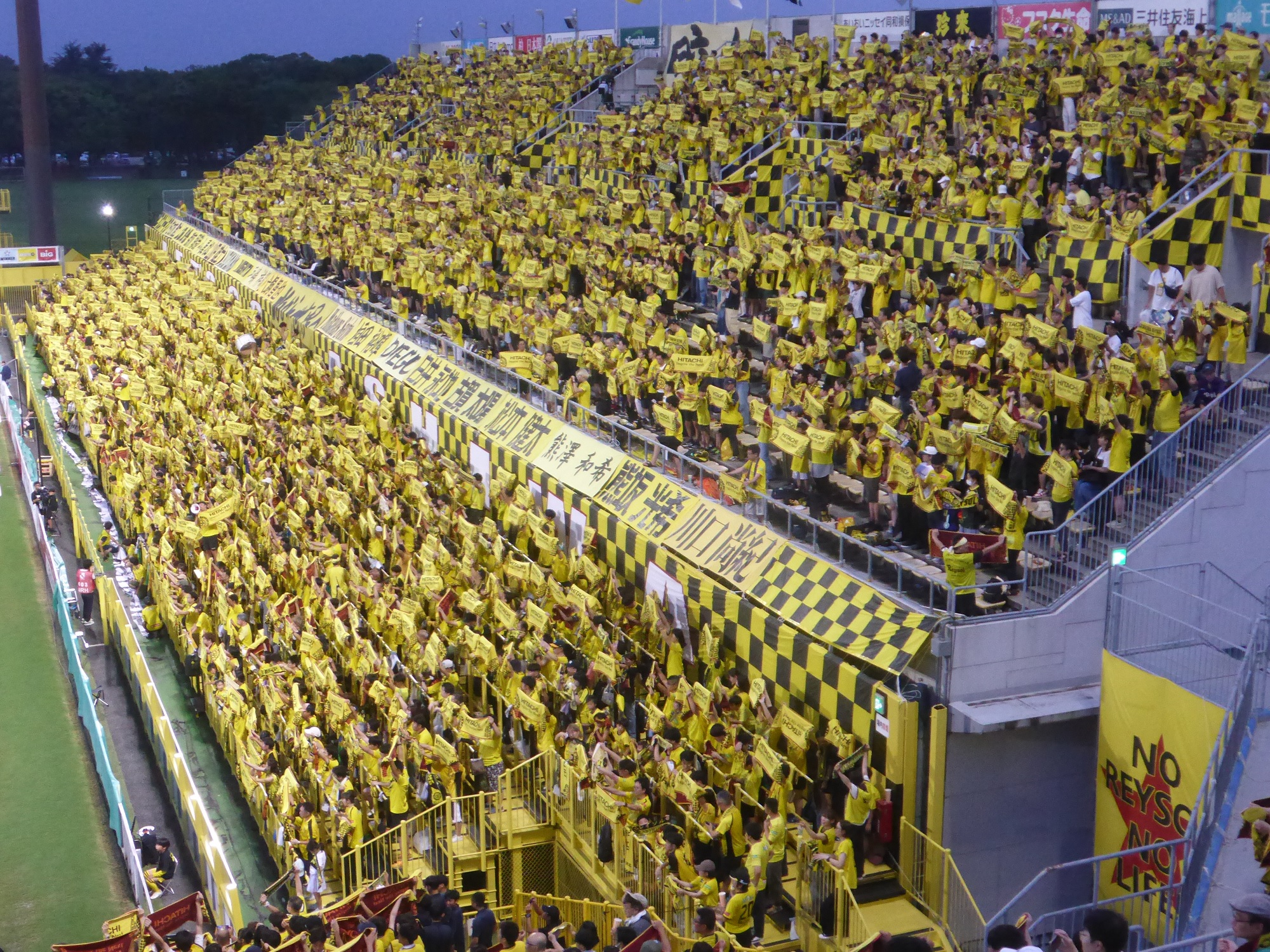
「柏熱地帯」に陣取るレイソルサポーター（2024年8月）

日立製作所サッカー部が1986年に東京都小平市から現在の柏市に移転するのを機に、日立製作所（日立）がその試合会場として柏市日立台公園に隣接する日立の所有地内にオープンしたサッカー専用球技場である。開設当初の収容人員は約5,000人だった。
1993年にJリーグが発足するに当たり、当スタジアムがJリーグの求める規格に合致していなかったため、千葉県と柏市は米軍柏通信所跡地に千葉県立柏の葉公園総合競技場を建設して対応する予定としたが、柏の葉競技場の完成がJリーグ発足に間に合わない（1999年完成）ため、当スタジアムを鉄骨造の仮設的なスタンドにより暫定的に増築した上で夜間照明設備を設置してJリーグに備え、1995年にレイソルがJリーグ昇格を果たした際には、メインとバックスタンドの配置を入れ替えて（それまではメインが南側、バックが北側だったのをメインを北側、バックを南側に変更）メインスタンドの中央部分をコンクリート製のスタンドにした。
しかし、柏の葉競技場が陸上競技場兼球技場であり、サッカー観戦の環境が当スタジアムに著しく劣るとしてサポーターが運動を起こし、最終的にレイソルが当スタジアムにホームスタジアムを一本化（2008年はリーグ戦の柏市内全試合を当サッカー場で開催したが、一方でJリーグカップ予選は柏の葉で全試合を行うため当サッカー場で試合は行われなかった）した上で日立が当スタジアムを改修する方針とし、2012年までに増築工事を実施した（柏レイソル#本拠地問題も参照）。2009年以降、レイソルがホームゲームとして主管するJリーグ公式戦は全て当サッカー場で開催している（千葉県サッカー協会が主管する天皇杯 JFA 全日本サッカー選手権大会はこの限りではない）。
2011年春、当サッカー場は日立本社から日立柏レイソルに現物出資という形で譲渡され、クラブが自ら所有することとなった。

## 命名権
| 命名権による呼称           | 契約企業       | 契約料年額（万円） | 契約期間                   |
| -------------------------- | -------------- | ------------------ | -------------------------- |
| 三協フロンテア柏スタジアム | 三協フロンテア | 非公表             | 2018年2月1日-2021年1月31日 |
| 三協フロンテア柏スタジアム | 三協フロンテア | 非公表             | 2021年2月1日-2025年1月31日 |

### 三協フロンテア柏スタジアム
2018年1月24日、柏レイソルは柏市に本社を置き、建設用設備器材の製造販売を行う三協フロンテアとの間で2018年シーズンからスタジアムネーミングライツ及びユニフォームスポンサー契約を締結することを発表した。命名権に基づく名称は「三協フロンテア柏スタジアム」（英: SANKYO FRONTIER Kashiwa Stadium）で、契約期間は2018年2月1日から2021年1月31日までの3年間、契約額は非公表。その後、2021年1月には契約が更新され、2021年2月1日から2025年1月31日までの4年間延長された。
なお、命名権採用後は、基本的に上記の名称を使うことになっているが、クリーンスタジアム規定が適用される国際サッカー連盟及びアジアサッカー連盟主催の国際試合・大会（AFCチャンピオンズリーグなど）では、例外として正式名称を使用する。

## 施設概要
105m×68mの天然芝ピッチの周囲に観客席を設けている。当初よりサッカー以外での利用を想定していないこともあり、観客席とピッチの距離が非常に近い。前述のとおり増改築を繰り返しているため、メイン側の観客席が3分割されているほか、バックスタンド・サイドスタンドも独立している。スタジアム全体の収容人員はJリーグ公式届出の実勢人員で15,109人（2011年までは15,900人収容で届け出たが、実際の座席は約12,000で、緩衝地域による立ち入り禁止地域を除いた実際の収容は13,000人程度しか入れなかった）。
- メイン側：中央のメインスタンド（SS指定席）と、その両側に独立したスタンド（メインサイドスタンド）が設けられている。
  - メインサイドスタンドの座席は、2009年からの改修工事でベンチシートから個席に改修された[7]。
  - 一連の改修で、ホーム側（スタジアム東側、以下同）メインサイドスタンドは上部に観客席を増築している。増築部分は2階建て構造となり、1階に記者会見室などを設けている。
  - メインスタンド（SS指定席）の座席は2025年にリニューアルし、ドリンクホルダー付きの座面跳ね上げ式シートとなった。
  - スタジアム全体でメインスタンドにのみ屋根がある（メインサイドスタンドには屋根がない）が、クラブライセンスのB等級「屋根をキャパシティー全体の3分の1覆うこと」を満たしておらず、Jリーグから勧告を受けている。
- バック側：一層式のスタンドで、元々はベンチシートだったが、2009年からの改修工事で個席に改修され、黄色バックに「REYSOL」の黒色の文字が入るようになった[7]。
- 東側サイドスタンド：当初はアウェイ側のサイドスタンドで立ち見席のみだったが、2009年からの改修工事で立ち見席の後方にスタンドを増築。スタジアム横のテニスコート用地を活用したもので、個席の観客席3000席を確保した[8]。2012年の完成時にホームとアウェイを入れ替えてホーム側のゴール裏観客席となり「柏熱地帯」（はくねつちたい）の愛称がつけられた。増築部は2階建てで、スタンド下コンコースに飲食売店や救護室、授乳室などが設置されている。2022年以降は2階を着席指定席の「サンライズシート」として運用している。
- 西側サイドスタンド：当初はホーム側のサイドスタンドだったが2012年にアウェイ側のゴール裏観客席となった。改修後も立ち見席のみ。
  - アジアサッカー連盟（AFC）の定めたAFCチャンピオンズリーグスタジアム基準では「スタジアムの立見席は観客席とは認めない」としているため、柏が2018年に出場したACLでは両ゴール裏立見席を閉鎖して試合が行われた。
  - 応援団大旗については、客席とピッチとの距離が近く、試合運営に支障をきたさないようにするため、ゴール裏（立見席）の最上段から中段付近のみ（アウェーは最上段のみ）しか大旗を振ることができない。
- コーナーシート：東側メインサイドスタンドと「柏熱地帯」の間に設けられた観客席で、スタジアムで唯一コーナー部にある。2009年からの改修工事で増設された。2024年までは「ヨネックスシート」の名称があった。ヨネックスはレイソルのオフィシャルサプライヤー。

かつてはホームとアウェイの明確な区分はなかったが、サポーター間のトラブルが多発したことから、2009年からはホームとアウェイの動線を完全に分離しており、入場ゲートはホーム（柏）側は「柏熱地帯」裏の「KASHIWA CIVIC PRIDE GATE」（柏シヴィックプライドゲート）、アウェイ側は西側サイドスタンド横の「ビジターゲート」からの入場に限定され、アウェイチームのグッズを身につけたサポーターは基本的にビジターエリア（西側の「ビジターゴール裏」「ビジター指定席」とその周辺）以外に行き来することは出来ず、トイレ・飲食売店もホームとアウェイで別々のものを使用するように定められている。フードコート・グッズ売店はホーム側エリアにのみあり、アウェイサポーターは基本的に利用できない。
照明設備は4基の鉄塔式で1,800ルクスの照度を確保する。1993年当初はメイン・バックスタンド側に中・小型の照明塔が数基設置されたが、1995年の改装工事実施の際に現在のものに改められた。これに伴い、旧来の照明設備はホンダ都田サッカー場（浜松市浜名区）に移設された。2022年、照明設備がLEDに更新。
東側ゴール裏に大型映像装置がある。
- Jリーグ昇格を決めた1995年の開幕時に東側ゴール裏に簡易型の電光板（上部に「HITACHI」ロゴと簡易フリーボード〈1行〉あり）と出場選手の手書きパネルが設置された。その後2005年4月に西側ゴール裏に大型映像装置が設置された。これはJリーグのホームスタジアムとしてはJ1・J2を合せて（複数のスタジアムをホームとするクラブも含めて）17か所目の設置だが、日立製作所ではイベント会場やスポーツ施設などに設置する大型映像装置を開発・製作していないため、オーロラビジョン（三菱電機製）を2024年シーズンまで使用していた。
- 2011年3月5日までは西側ゴール裏・バックスタンド寄り付近にあったテニスコートに鉄骨を組み、そこにビジョンを設置していた。なお、このビジョンの前に元々ある西側ゴール裏後ろのフェンスが高い位置にあるため西側ゴール裏からだとフェンスに遮られてしまうほか、メインスタンド及びバックスタンドの端の一部でもビジョンが見づらい席が存在した。その日までこの形式が続いたが、2012年度からゴール裏応援席の入れ替え（ホーム・アウェーを入れ替える。増席実施）などに伴い、この日を最後として老朽化していた得点専用盤は撤去され、その後は西側ゴール裏にあった映像装置をこの箇所に移設した[10]。なお東側ゴール裏には出場選手を表示するための手書きパネル板が設置されていたが、映像装置設置後は使う機会がなくなったため応援団の横断幕設置スペースとなっていたが、ゴール裏の応援席入れ替えに伴い、2012年はクラブスポンサーの広告看板幕が設置されている。
- 2025年には新型の大型映像装置に更新された。

ピッチの水はけが悪く、雨量の多い場合はスタッフがローラーで排水を行わないとプレーに支障が出る場合がある。

## アクセス
- JR常磐線・東武アーバンパークライン（東武野田線）柏駅
  - 柏駅は、常磐線の各駅停車・快速電車（特別快速含む）のほか、特急「ときわ」が停車し、アーバンパークラインの急行・区間急行・普通が停車する。
  - 東口・南口から徒歩約20分（「レイソルロード」経由約1.5 km）。
  - 東口バス5番のりばから東武バスセントラルの常盤台経由・名戸ヶ谷記念病院前行き（柏28系統）または常盤台経由・新柏駅行き（柏34系統）に乗車し「緑ヶ丘」で下車。ただしビジターゲートへは「日立台」のほうが近い。
- 東武アーバンパークライン（東武野田線） 新柏駅
  - 新柏駅は、アーバンパークラインの普通・区間急行が停車し、急行は通過する。
  - 駅東口から徒歩約25分（約2.0 km）。
  - 駅前ロータリーのバスのりばから東武バスセントラルの常盤台経由・柏駅東口行き（柏34系統）に乗車し「緑ヶ丘」で下車。ただしビジターゲートへは「日立台」のほうが近い。
- レイソルロードについてなど、詳細はチームの公式HPのレイソルロードマップのページを、
- 常磐線についてはJR東日本のHPを、
- アーバンパークラインについては東武鉄道のHPを、
- バスについては東武バスのHPを参照されたい。
- バスは試合により増便される場合があるが、昨今の情勢により実施されない場合も多くあるので、事前に確認しておく。

## 周辺
スタジアムから北西方向に柏駅及び柏の市街地へと通じる道路（「レイソルロード」と呼ばれる）が伸びていて、その道の手前には千葉県警察柏警察署の交番とレイソルのマスコット「レイくん」の銅像が立っている。
- 柏市日立台公園
- 日立柏総合グラウンド
  - サブグラウンド（天然芝、人工芝）
    - 天然芝サブグラウンドはバックスタンド後方（南側の位置）。主にトップの選手が使用する。
    - 人工芝グラウンドはバックスタンド南西側（日立柏体育館の後方）。ゼロワットパワーが命名権を取得し、2025年3月より「ゼロワットパワーフィールド柏」としている[12]。ユース・ジュニアユース・ジュニア年代の公式戦のほか、サッカーやフットサルを愛好する社会人向けのスクール（講習会）にも使用されている。
    - このように同一敷地内に「スタジアム」「トップチーム練習場」「ユースチーム練習場」が揃うのは、Jリーグでは非常に珍しい。

  - 体育館
    - Bリーグ「サンロッカーズ渋谷（旧日立東京サンロッカーズ）」の練習場にも使用。旧日本リーグ時代には試合にも使用していた。

  - これらは「レイソルスポーツプラザ」として、一部が一般市民にも開放されている。
  - サブグラウンドのうち天然芝のグラウンドはもともと軟式野球場（4面）として利用されていた。現在でも日立グループの福利厚生施設として日立グループ内の野球大会に供されることがある。そのため雑誌『週刊サッカーマガジン』（現・月刊サッカーマガジンZONE）に掲載されていたチーム情報ページでは、練習場を「柏野球場」として紹介されていた。

またテニスコートが、西側ゴール裏（当時のアウェーゴール裏。現ホーム側）に設置されていたが、老朽化によるアスファルトの劣化・亀裂が起こっており、利用者への影響を配慮して2006年3月31日にて閉鎖された。その後はしばらくこの箇所にオーロラビジョンが設置されていたが、上記の通り2011年3月にオーロラビジョンをホームとアウェーのゴール裏の配置転換の実施に伴い東側（当時のホームゴール裏。現アウェー側）へ移動し、テニスコート跡地は2012年竣工されたホームゴール裏の増設用地となった

## その他
1993年と1994年のJFLにおいて、富士通サッカー部と本田技研のホームゲームが各1試合ずつ開催されている。いずれも対戦相手は柏レイソルだったため、ホーム権譲渡試合ともいわれている。
2005年よりサポーター同士によるトラブル防止のためにクラブとして警備体制の強化が行われるようになった。
2016年には、熊本地震によりうまかな・よかなスタジアムが使用出来なくなったロアッソ熊本のホームゲームを開催。第49回全日本大学サッカー選手権 以来16年ぶりのスタジアム貸し出しで、Jリーグで柏の絡まない試合が開催されるのは1993年以来23年振りとなる。熊本の池谷友良社長、清川浩行監督は共にクラブOBであり、トップチームや下部組織での指導歴もあった縁で代替開催地として使用されることになった。
サッカー漫画GIANT KILLINGで、主要な舞台である「イースト・トーキョー・ユナイテッド（ETU）」の本拠地「隅田川サッカー場」が登場するが、このサッカー場は日立柏サッカー場をモチーフに描かれたという。そのことから2010年3月21日にあった柏レイソル対アビスパ福岡の試合前に、NHKデジタル衛星ハイビジョンなどでのテレビアニメ放送記念のコラボレーションイベントが行われた。（ETUのマスコット「パッカ」と、BS-1Jリーグタイム司会（当時）のタレント・山岸舞彩による始球式や、この作品に登場する食堂のカレーを再現するケータリングコーナーの特設など）

## ギャラリー

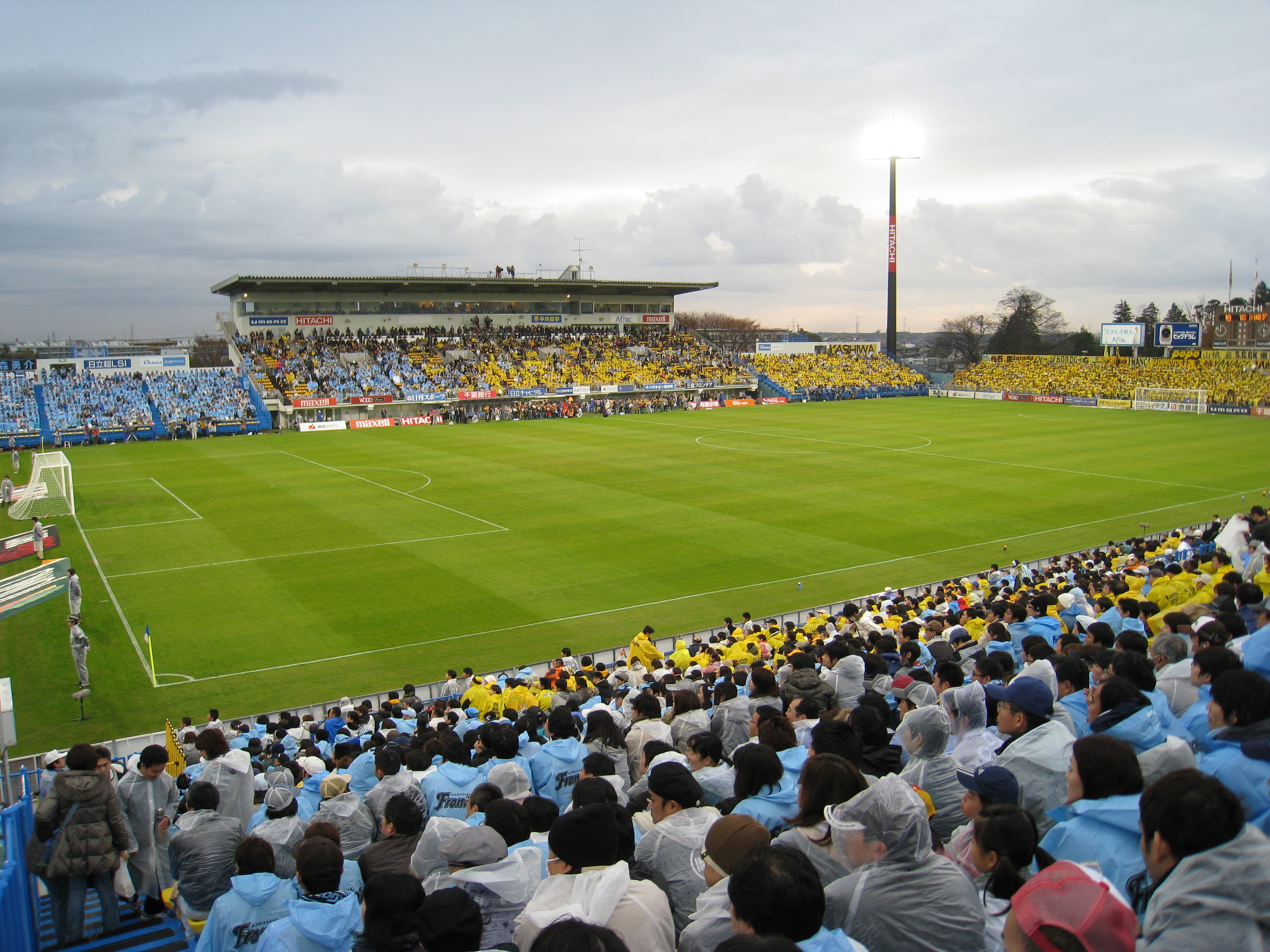
改装前のスタジアム（2010年12月）
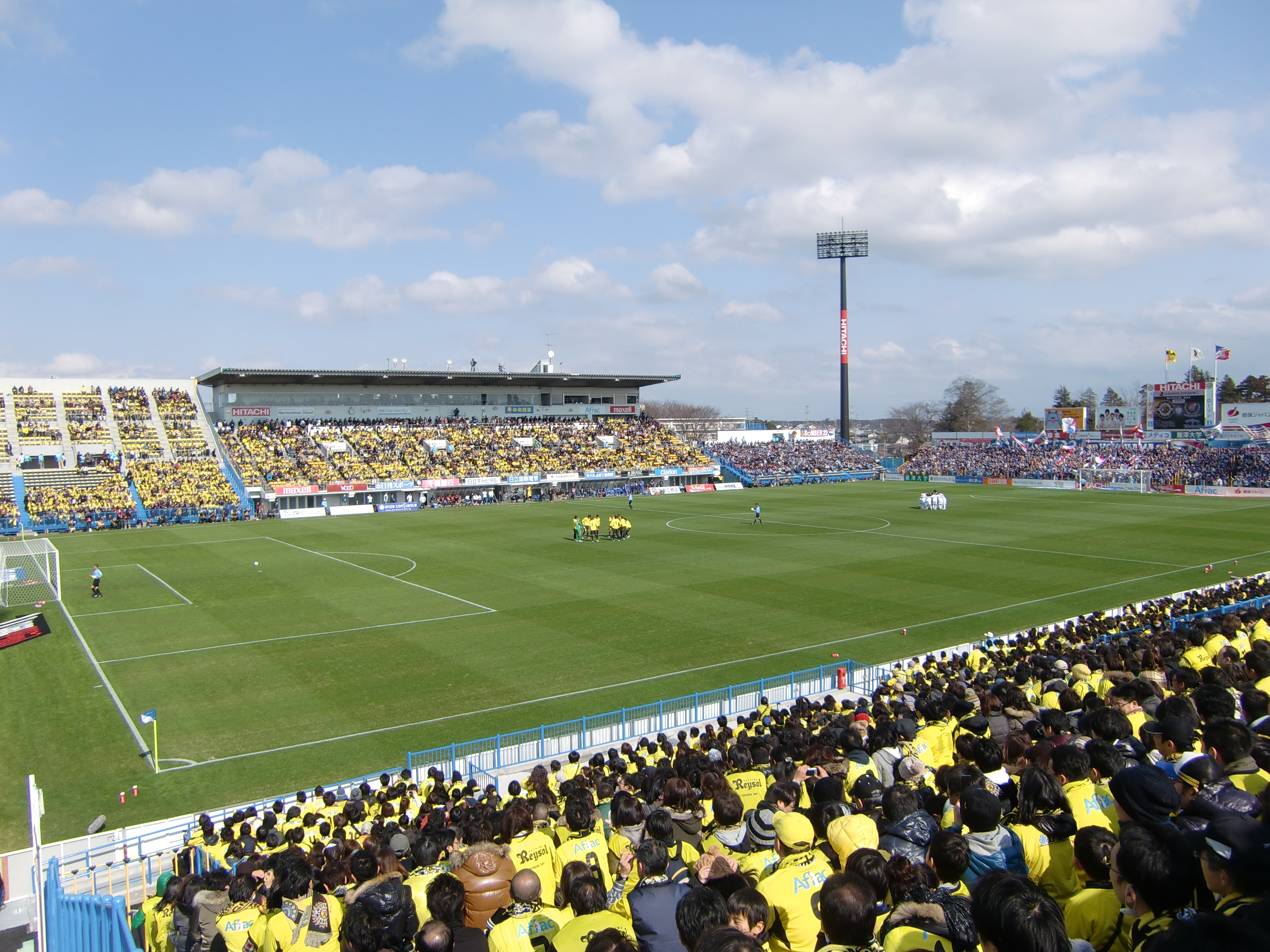
バックスタンドからアウェイゴール裏（2012年3月）
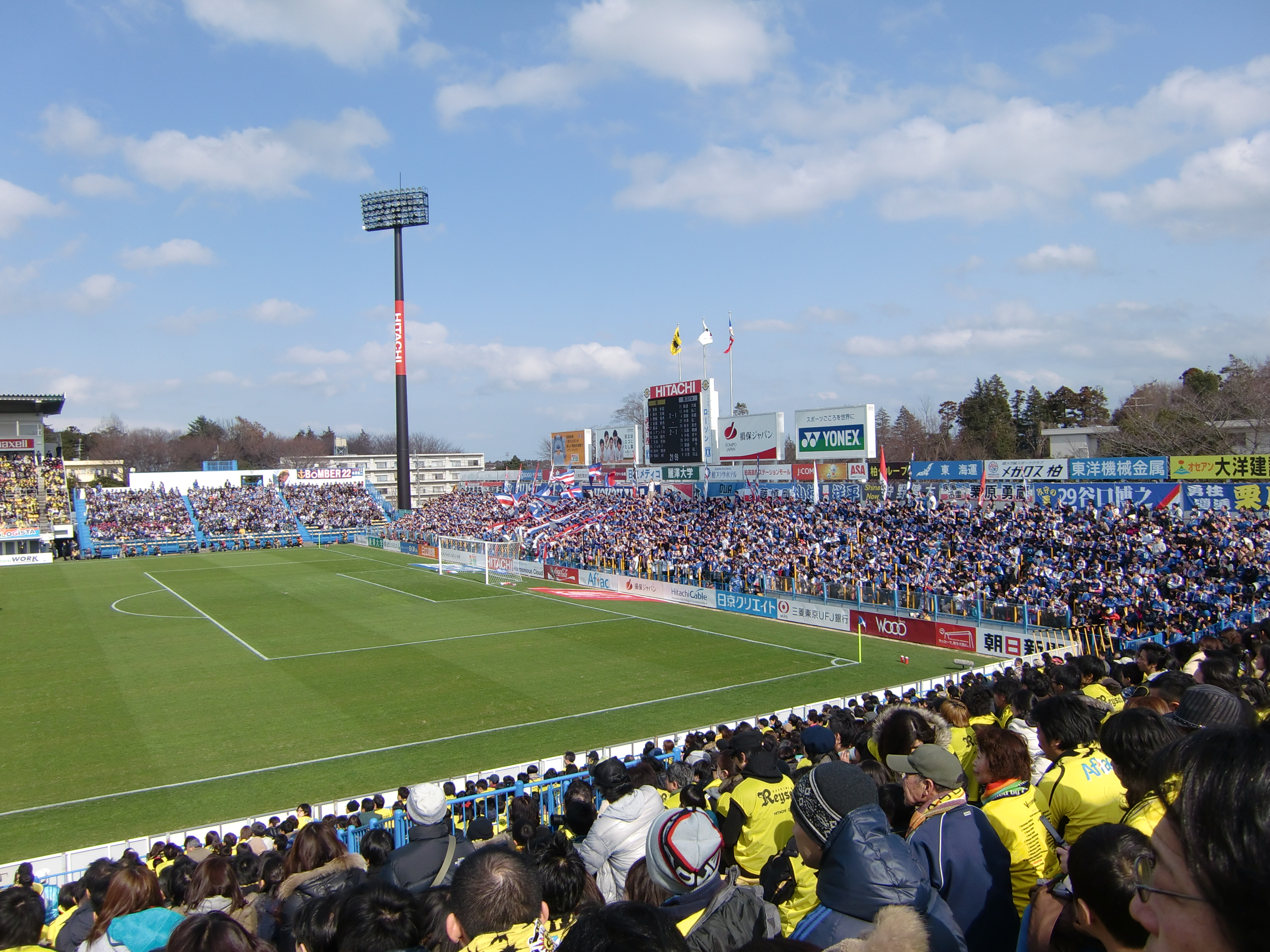
旧オーロラビジョンとアウェイサポーター席（2012年3月）
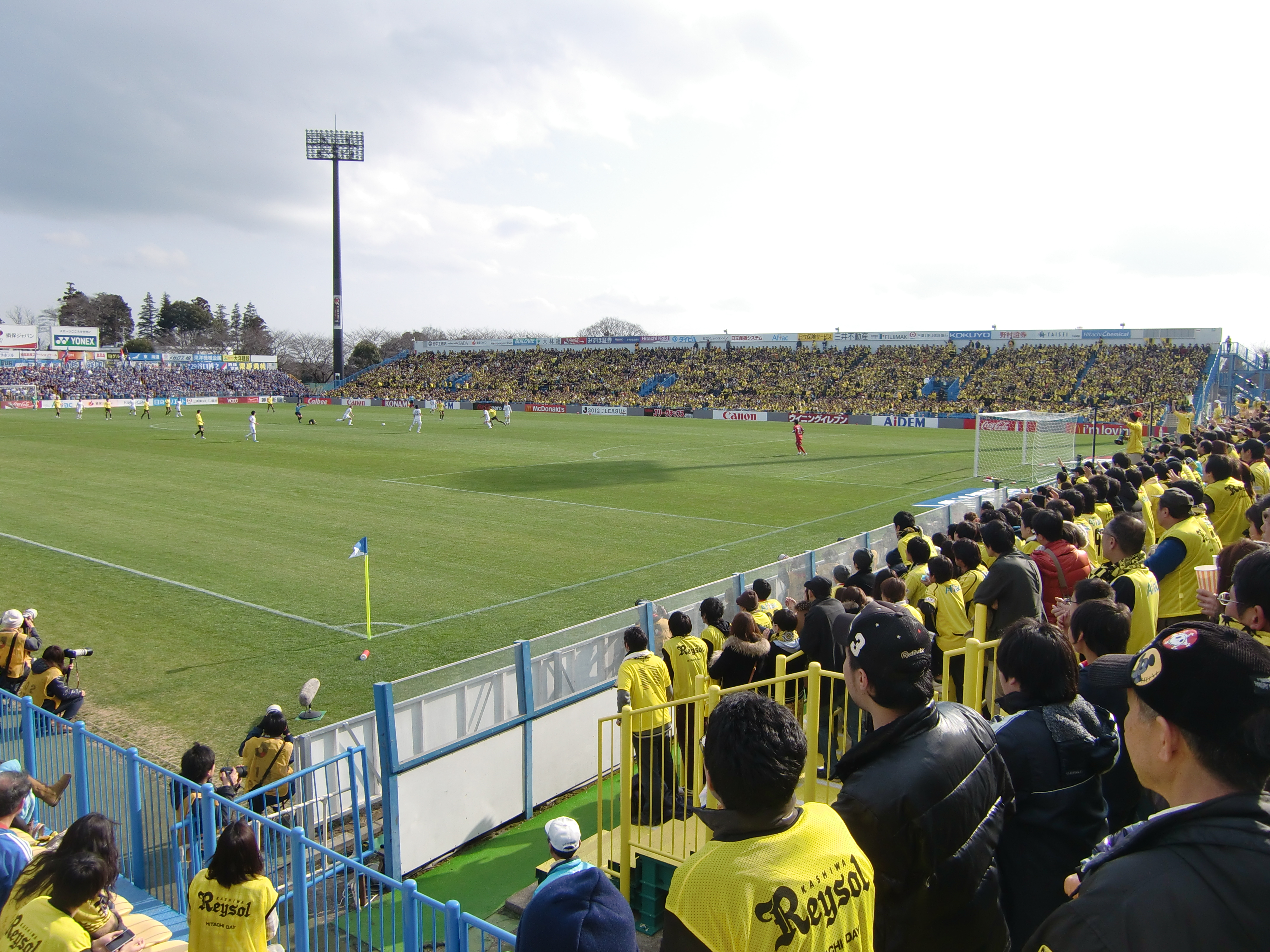
「柏熱地帯」からバックスタンドとアウェイゴール裏（2012年3月）
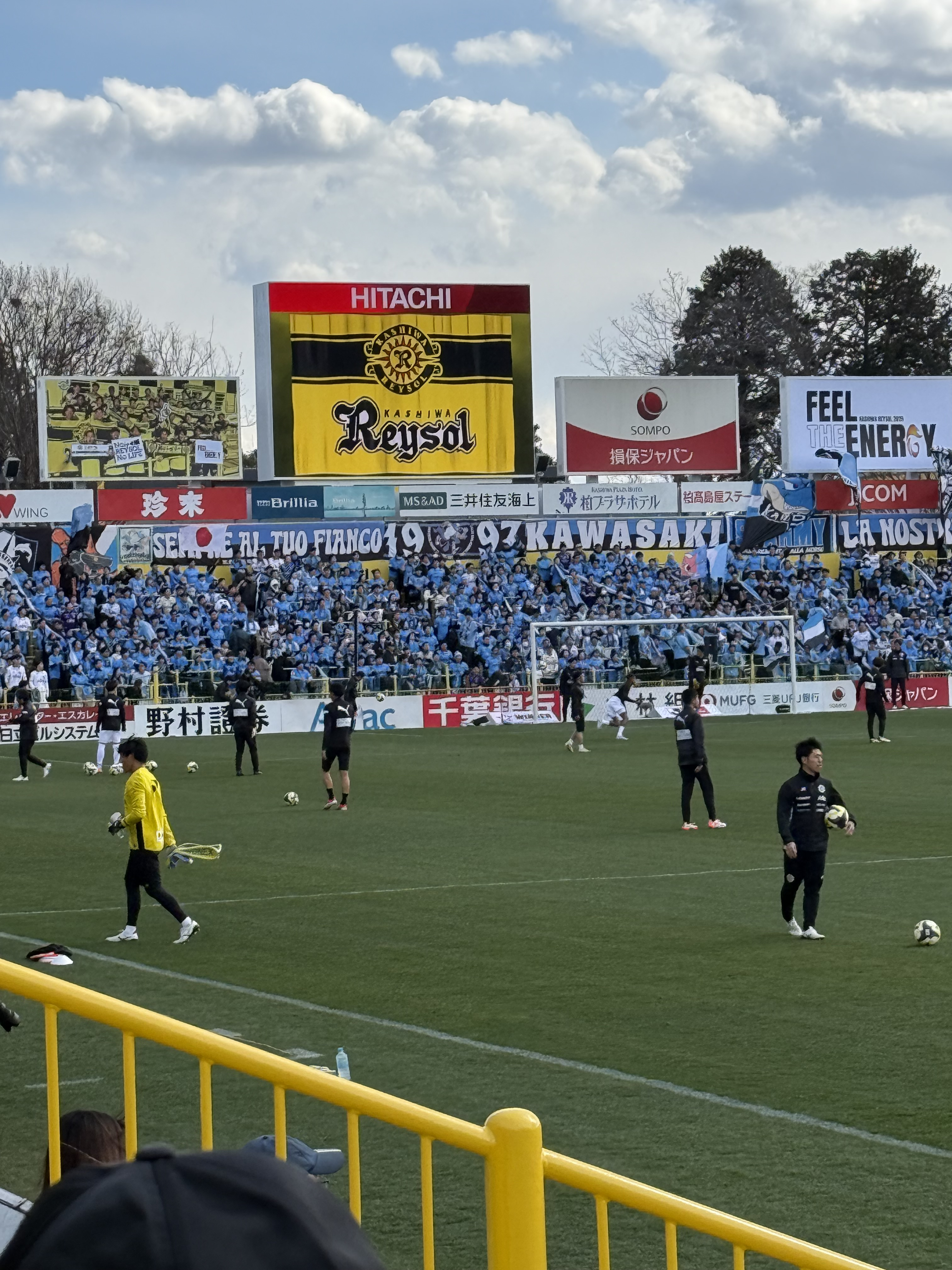
2025年に更新された大型ビジョン（2025年2月）

### 注記
1. ↑  「クラブの関連企業が所有するスタジアム」であれば、ヤマハスタジアム（ジュビロ磐田の親会社であるヤマハ発動機が所有）の例があるほか、都道府県や市区町村といった地方自治体が土地を所有し、都市公園法などに基づいた指定管理者や管理許可制度によりJリーグクラブが管理・運営するスタジアムもある。
2. ↑  ただし、AFCチャンピオンズリーグでは、2017年シーズンまでの呼称であった「日立柏サッカー場」の名称が使用されている。